# Jezioro Zarańskie
Jezioro Zarańskie (niem. Sarranziger See, od 1936 Grafensteinfelser See) – jezioro rynnowe w Polsce położone w województwie zachodniopomorskim, w powiecie drawskim, w gminie Drawsko Pomorskie.
Akwen leży na Pojezierzu Drawskim, do południowego brzegu przylegają zabudowania miejscowości Zarańsko.